# Ангел Коларов
Ангел Коларов, наречен Струмски, е български революционер, деец на Вътрешната македонска революционна организация.

## Биография
Ангел Коларов е роден в българо-влашкото градче Долна Джумая, тогава в Османската империя. Работи като български екзархийски учител в Сярско и Долна Джумая.
След Междусъюзническата война се установява в Петрич. Присъединява се към възстановената ВМРО на Тодор Александров и е околийски войвода на организацията в Горноджумайско. Приближен е на съгражданина си Алеко Василев и като такъв извършва редица убийства в района си на действие.
След войната Алеко Василев създава в Пиринска Македония военна организация, която от началото на 1920 година се слива с възстановената ВМРО. Алеко Василев е петрички окръжен войвода и пълномощник на Централния комитет на ВМРО за Серски, Струмишки и Солунски революционен окръг. Групови началници в окръжната чета на Алеко паша са Тома Радовски, Митьо Илиев и Стефан Кръстев – Пиперката, а Ангел Коларов и Георги Хазнатарски са помощник окръжни войводи на Алеко Василев.
На 25 септември 1923 година се среща с Тодор Чопов, въоръжен организатор на силите на БКП по време на Септемврийското въстание в Горна Джумая. Чопов е пленен и два дни след това е убит с други комунистически дейци в Рила.
През септември 1924 година по време на така наречените Горноджумайски събития, Ангел Коларов е личен телохранител на Алеко Василев. Убит е по време на същите събития в Горна Джумая, заедно с Димитър Петрински.